# Rivière Swampy Bay
Rivière Swampy Bay är ett vattendrag i Kanada.   Det ligger i provinsen Québec, i den östra delen av landet, 1 400 km norr om huvudstaden Ottawa.
Trakten runt Rivière Swampy Bay är nära nog obefolkad, med mindre än två invånare per kvadratkilometer.